# 후진 (건축)

후진

후진(後陣, Apse) 또는 애프스는 교회(성당) 건축에서 가장 깊숙히 위치해 있는 부분으로서, 내진 뒤에, 주보랑에 둘러싸인 반원형 공간이다. 예배자나 순례객, 관광객이 성당의 중앙 현관으로 들어와 신랑을 통해 바로 보는 정면이 후진이므로, 주로 이 곳에 제단이나 유물이 놓인다. 독일의 몇몇 로마네스크 교회에서는 서로 마주보는 양식으로(내진 뒤에, 배랑 뒤에) 후진을 두개 건축하는 모습도 보인다.

## 같이 보기
- 신랑
- 측랑
- 익랑
- 교차랑
- 주보랑
- 내진
- 제실
- 배랑